# Championnat d'Algérie féminin de football 2021-2022
Navigation
2020-2021 2022-2023
La saison 2021-2022 du Championnat d'Algérie féminin de football est la vingt-quatrième saison du championnat. L'Afak Relizane, tenant du titre, remet sa couronne en jeu. La compétition a débuté le 6 novembre 2021.

## Participants
| \| CF Akbou ASE Alger Centre FC Béjaia MZ Biskra FC Constantine AR Guelma JF Khroub AS Intissar Oran AS Oran Centre Afak Relizane AS Sûreté Nationale \| Localisation des clubs engagés dans le championnat. |
| CF Akbou ASE Alger Centre FC Béjaia MZ Biskra FC Constantine AR Guelma JF Khroub AS Intissar Oran AS Oran Centre Afak Relizane AS Sûreté Nationale                                                           |

| Nom du club         | Ville       | Palmarès                                                 |
| ------------------- | ----------- | -------------------------------------------------------- |
| CF Akbou            | Akbou       |                                                          |
| ASE Alger Centre    | Alger       | 8 (2000, 2003, 2004, 2005, 2006, 2007, 2008, 2009)       |
| FC Béjaia           | Béjaïa      |                                                          |
| MZ Biskra           | Biskra      |                                                          |
| FC Constantine      | Constantine | 1 (2018)                                                 |
| AR Guelma           | Guelma      |                                                          |
| AS Intissar Oran    | Oran        |                                                          |
| JF Khroub           | El Khroub   | 1 (2020)                                                 |
| AS Oran Centre      | Oran        |                                                          |
| Afak Relizane       | Relizane    | 9 (2010, 2011, 2012, 2013, 2014, 2015, 2016, 2017, 2021) |
| AS Sûreté Nationale | Alger       | 1 (2019)                                                 |

## Compétition
Le championnat se dispute en une poule unique dans laquelle chaque équipe affronte toutes les autres à domicile et à l'extérieur. Le vainqueur se qualifie pour le tournoi de qualification de la zone UNAF pour la Ligue des champions de la CAF. La dernière équipe du classement est reléguée en deuxième division.

### Classement
| Rang | Équipe              | Pts | J  | G  | N | P  | Bp  | Bc  | Diff |
| ---- | ------------------- | --- | -- | -- | - | -- | --- | --- | ---- |
| 1    | Afak Relizane T     | 54  | 20 | 17 | 3 | 0  | 104 | 8   | +96  |
| 2    | JF Khroub           | 51  | 20 | 16 | 3 | 1  | 72  | 7   | +65  |
| 3    | CF Akbou            | 47  | 20 | 15 | 2 | 3  | 80  | 18  | +62  |
| 4    | AS Sûreté Nationale | 41  | 20 | 13 | 2 | 5  | 80  | 26  | +54  |
| 5    | FC Constantine      | 38  | 20 | 12 | 2 | 6  | 62  | 17  | +45  |
| 6    | ASE Alger Centre    | 32  | 20 | 10 | 2 | 8  | 58  | 18  | +40  |
| 7    | AS Intissar Oran    | 17  | 20 | 5  | 2 | 13 | 14  | 72  | -58  |
| 8    | FC Béjaia           | 13  | 20 | 3  | 4 | 13 | 17  | 48  | -31  |
| 9    | AR Guelma           | 13  | 20 | 4  | 1 | 15 | 12  | 68  | -56  |
| 10   | MZ Biskra           | 6   | 20 | 1  | 3 | 16 | 5   | 87  | -82  |
| 11   | AS Oran Centre      | 5   | 20 | 1  | 2 | 17 | 6   | 141 | -135 |

- Champion et qualifié pour le tournoi éliminatoire UNAF de la Ligue des champions.
- Relégué en deuxième division